# Friedrich Parrot

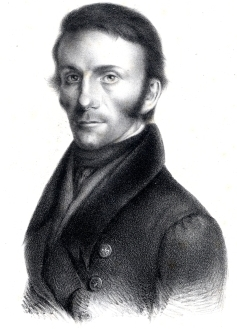
Portret Friedricha Parrota (1829)

Johann Jacob Friedrich Wilhelm Parrot (ur. 14 października 1791 w Karlsruhe, zm. 15 stycznia 1841 w Tartu) – niemiecki przyrodnik, badacz i wspinacz. W 1829 roku zorganizował pierwszą w historii wyprawę na szczyt Araratu. Z racji miejsca pracy (Dorpat, wówczas w granicach Imperium Rosyjskiego) nazywany czasem "ojcem" rosyjskiego i estońskiego alpinizmu.

## Życiorys
Był synem fizyka Georga Friedricha Parrota, pierwszego rektora Uniwersytetu w Dorpacie (obecnie Uniwersytet w Tartu). Tam też studiował medycynę i nauki przyrodnicze. W 1811 roku wspólnie z geologiem Moritzem von Engelhardtem zorganizował wyprawę na Krym i Kaukaz. Podczas tej ekspedycji używając barometru badał różnice wysokości między poziomem Morza Kaspijskiego i Czarnego. Po powrocie mianowano go asystentem lekarza, a w 1815 roku chirurgiem w Armii Imperium Rosyjskiego. W tym czasie sporo podróżował: w latach 1816 i 1817 zwiedził Alpy i Pireneje, wchodząc m.in. na szczyt Monte Rosy. W 1816 r. został członkiem Petersburskiej Akademii Nauk. W 1821 roku został profesorem fizjologii i patologii, a następnie w 1826 roku profesorem fizyki na Uniwersytecie w Dorpacie. Od 1831 do 1834 roku pełnił tam także funkcje rektora.
W 1829 roku, z polecenia rosyjskiego rządu, wyruszył wraz z grupą naukowców i studentów do Armenii oraz na Kaukaz. Dzięki pełnej aprobacie cara Mikołaja I ekspedycji przydzielono również eskortę wojskową. Głównym celem wyprawy była góra Ararat, której szczyt zdobyto 9 października 1829 roku. W 1834 roku opublikował w Berlinie relację z tej podróży.
Zmarł w 1841 roku po długiej chorobie i został pochowany na cmentarzu Raadi w Tartu.
Jego imieniem nazwany został krater na Księżycu, szczyt w Alpach Parrotspitze oraz krzew parocja perska.